# Livry (Nièvre)

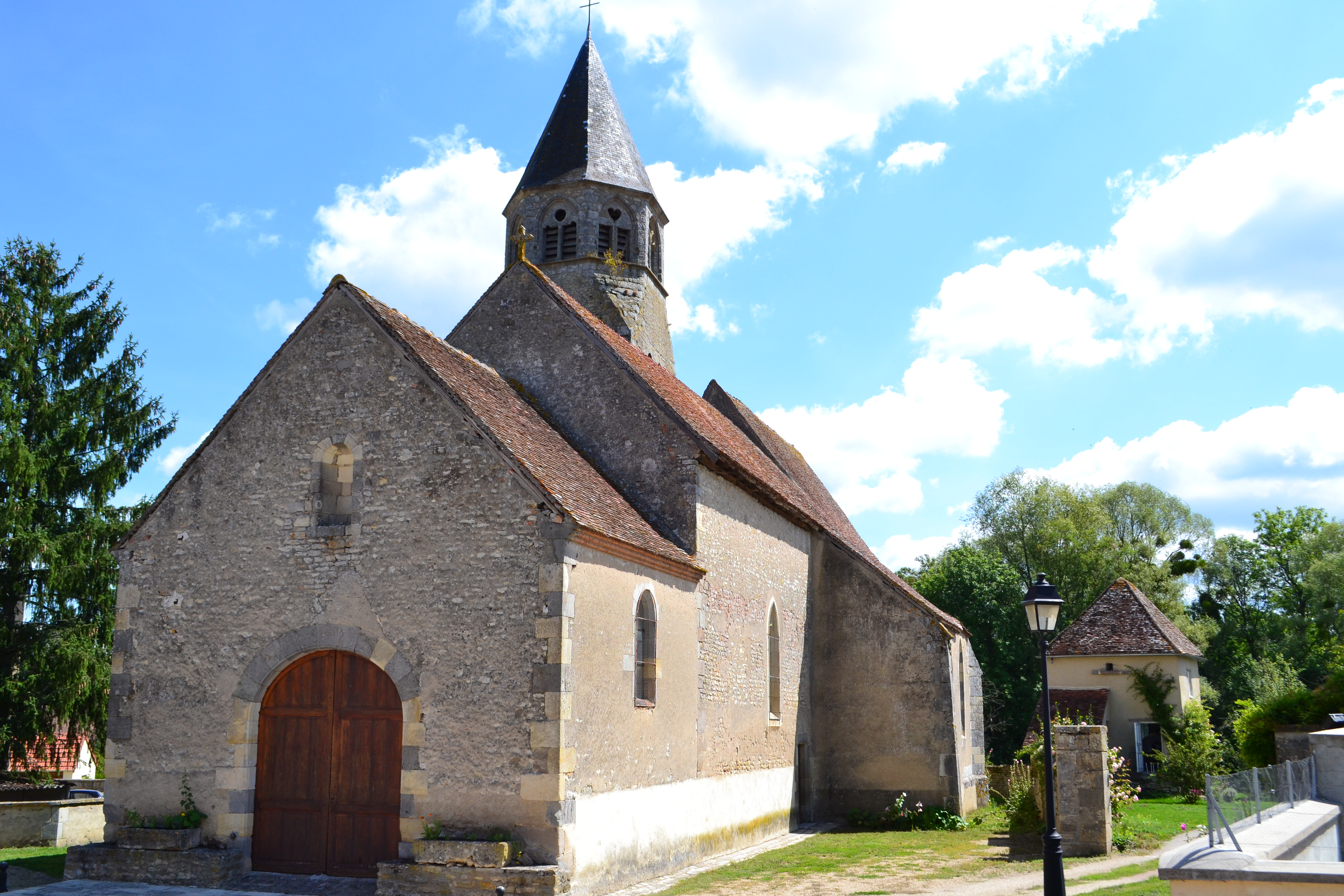
Kerk

Livry is een gemeente in het Franse departement Nièvre (regio Bourgogne-Franche-Comté) en telt 691 inwoners (2009). De plaats maakt deel uit van het arrondissement Nevers.

## Geografie
De oppervlakte van Livry bedraagt 28,0 km², de bevolkingsdichtheid is 25,0 inwoners per km².
De onderstaande kaart toont de ligging van Livry (Nièvre) met de belangrijkste infrastructuur en aangrenzende gemeenten.

## Demografie
Onderstaande figuur toont het verloop van het inwonertal (bron: INSEE-tellingen).